# ويليام إليوت (سياسي)
ويليام إليوت هو فلاح وسياسي كندي، ولد في 30 مايو 1872 بكامبريدج في كندا، وتوفي بنفس المكان في 12 ديسمبر 1944. حزبياً، نشط في Progressive Party of Canada ‏. وقد انتخب عضو مجلس العموم الكندي عن دائرة Waterloo South ‏ (6 ديسمبر 1921 – 28 أكتوبر 1925).